# Acopa incana
Acopa incana är en fjärilsart som beskrevs av H. Edwards 1882. Acopa incana ingår i släktet Acopa och familjen nattflyn. Inga underarter finns listade i Catalogue of Life.